# Hylaeus fraternus
Hylaeus fraternus là một loài Hymenoptera trong họ Colletidae. Loài này được Bingham mô tả khoa học năm 1898.